# Mycodiplosis isosaetosa
Mycodiplosis isosaetosa är en tvåvingeart som beskrevs av Holz 1970. Mycodiplosis isosaetosa ingår i släktet Mycodiplosis och familjen gallmyggor.
Artens utbredningsområde är Tyskland. Inga underarter finns listade i Catalogue of Life.